# 聯合尼德蘭主權公國
| 欧洲低地国家的历史                                                                        | 欧洲低地国家的历史                                                                        | 欧洲低地国家的历史                                                                        | 欧洲低地国家的历史                                                                        | 欧洲低地国家的历史                                                      | 欧洲低地国家的历史                                                      | 欧洲低地国家的历史                                                      | 欧洲低地国家的历史                                                      | 欧洲低地国家的历史                                                      |
| ----------------------------------------------------------------------------------------- | ----------------------------------------------------------------------------------------- | ----------------------------------------------------------------------------------------- | ----------------------------------------------------------------------------------------- | ----------------------------------------------------------------------- | ----------------------------------------------------------------------- | ----------------------------------------------------------------------- | ----------------------------------------------------------------------- | ----------------------------------------------------------------------- |
| 弗里斯人                                                                                  |                                                                                           |                                                                                           | 贝尔盖人                                                                                  | 贝尔盖人                                                                | 贝尔盖人                                                                | 贝尔盖人                                                                | 贝尔盖人                                                                | 贝尔盖人                                                                |
|                                                                                           | 卡纳内 菲特人                                                                             | 沙马维人、土班特人                                                                        | 沙马维人、土班特人                                                                        | 比利时高卢 （前55年–约公元5世纪） 下日耳曼尼亚 （公元83年–约公元5世纪） | 比利时高卢 （前55年–约公元5世纪） 下日耳曼尼亚 （公元83年–约公元5世纪） | 比利时高卢 （前55年–约公元5世纪） 下日耳曼尼亚 （公元83年–约公元5世纪） | 比利时高卢 （前55年–约公元5世纪） 下日耳曼尼亚 （公元83年–约公元5世纪） | 比利时高卢 （前55年–约公元5世纪） 下日耳曼尼亚 （公元83年–约公元5世纪） |
|                                                                                           | 卡纳内 菲特人                                                                             | 撒利法兰克人                                                                              |                                                                                           | 巴达维人                                                                | 巴达维人                                                                |                                                                         |                                                                         |                                                                         |
| （无人定居） （约4世纪–5世纪）                                                            | （无人定居） （约4世纪–5世纪）                                                            | 撒克逊人                                                                                  | 撒利法兰克人 （约4世纪–5世纪）                                                            | 撒利法兰克人 （约4世纪–5世纪）                                          | 撒利法兰克人 （约4世纪–5世纪）                                          |                                                                         |                                                                         |                                                                         |
| 帕拉瓦王朝 （约6世纪–734年）                                                              | 帕拉瓦王朝 （约6世纪–734年）                                                              |                                                                                           | 法兰克王国 （481年–843年）—加洛林帝国 （800–843年）                                       | 法兰克王国 （481年–843年）—加洛林帝国 （800–843年）                     | 法兰克王国 （481年–843年）—加洛林帝国 （800–843年）                     | 法兰克王国 （481年–843年）—加洛林帝国 （800–843年）                     | 法兰克王国 （481年–843年）—加洛林帝国 （800–843年）                     | 法兰克王国 （481年–843年）—加洛林帝国 （800–843年）                     |
| 帕拉瓦王朝 （约6世纪–734年）                                                              | 帕拉瓦王朝 （约6世纪–734年）                                                              | 奥斯特拉西亚 （511年–687年）                                                              |                                                                                           |                                                                         |                                                                         |                                                                         |                                                                         |                                                                         |
|                                                                                           |                                                                                           |                                                                                           |                                                                                           |                                                                         |                                                                         |                                                                         |                                                                         |                                                                         |
|                                                                                           |                                                                                           |                                                                                           |                                                                                           |                                                                         |                                                                         |                                                                         |                                                                         |                                                                         |
| 中法兰克王国 （843年–855年）                                                              | 中法兰克王国 （843年–855年）                                                              | 中法兰克王国 （843年–855年）                                                              | 中法兰克王国 （843年–855年）                                                              | 中法兰克王国 （843年–855年）                                            | 西 法兰克王国 （843年–）                                                |                                                                         |                                                                         |                                                                         |
| 洛泰尔王国 （855年–959年） 下洛塔林吉亚公国 （959年–）                                    |                                                                                           |                                                                                           |                                                                                           |                                                                         | 西 法兰克王国 （843年–）                                                |                                                                         |                                                                         |                                                                         |
| 弗里西亞                                                                                  |                                                                                           |                                                                                           |                                                                                           |                                                                         |                                                                         |                                                                         |                                                                         |                                                                         |
| 弗里西亚 自由时期 （11世纪–16 世纪)                                                       | 荷兰 伯国 （880年– 1432年）                                                               | 乌得勒支 主教区 （695年–1456年）                                                          | 布拉班特 公国 （1183年–1430年） 海尔德 公国 （1046年–1543年）                             | 布拉班特 公国 （1183年–1430年） 海尔德 公国 （1046年–1543年）           | 佛兰德 伯国 （862年– 1384年）                                           | 埃诺 伯国 （1071年– 1432年） 那慕尔 伯国 （981年– 1421年）              | 列日 主教区 （980年– 1794年）                                           | 卢森堡 公国 （1059年– 1443年）                                          |
|                                                                                           | 勃艮第属尼德兰 （1384年–1482年）                                                          |                                                                                           |                                                                                           |                                                                         |                                                                         |                                                                         |                                                                         |                                                                         |
|                                                                                           | 哈布斯堡尼德兰 （1482年–1795年） （1543年后称十七省）                                     |                                                                                           |                                                                                           |                                                                         |                                                                         |                                                                         |                                                                         |                                                                         |
| 尼德兰七省共和国 （1581年–1795年）                                                        | 尼德兰七省共和国 （1581年–1795年）                                                        | 尼德兰七省共和国 （1581年–1795年）                                                        | 尼德兰七省共和国 （1581年–1795年）                                                        | 西属尼德兰 （1556年–1714年）                                            | 西属尼德兰 （1556年–1714年）                                            | 西属尼德兰 （1556年–1714年）                                            |                                                                         |                                                                         |
|                                                                                           |                                                                                           |                                                                                           |                                                                                           | 奥属尼德兰 （1714年–1795年）                                            |                                                                         |                                                                         |                                                                         |                                                                         |
|                                                                                           |                                                                                           |                                                                                           |                                                                                           | 比利时合众国 （1790年）                                                 | 比利时合众国 （1790年）                                                 | 比利时合众国 （1790年）                                                 | 列日 共和国 （1789年– 1791年）                                          |                                                                         |
|                                                                                           |                                                                                           |                                                                                           |                                                                                           |                                                                         |                                                                         |                                                                         |                                                                         |                                                                         |
| 巴达维亚共和国 （法国傀儡国，1795年–1806年） 荷兰王国（法） （法国傀儡国，1806年–1810年） | 巴达维亚共和国 （法国傀儡国，1795年–1806年） 荷兰王国（法） （法国傀儡国，1806年–1810年） | 巴达维亚共和国 （法国傀儡国，1795年–1806年） 荷兰王国（法） （法国傀儡国，1806年–1810年） | 巴达维亚共和国 （法国傀儡国，1795年–1806年） 荷兰王国（法） （法国傀儡国，1806年–1810年） | 属法兰西第一共和国 （1795年–1804年） 属法兰西第一帝国 （1804年–1815年） | 属法兰西第一共和国 （1795年–1804年） 属法兰西第一帝国 （1804年–1815年） | 属法兰西第一共和国 （1795年–1804年） 属法兰西第一帝国 （1804年–1815年） | 属法兰西第一共和国 （1795年–1804年） 属法兰西第一帝国 （1804年–1815年） | 属法兰西第一共和国 （1795年–1804年） 属法兰西第一帝国 （1804年–1815年） |
|                                                                                           |                                                                                           |                                                                                           |                                                                                           |                                                                         |                                                                         |                                                                         |                                                                         |                                                                         |
| 联合尼德兰主权公国 (1813年–1815年)                                                        |                                                                                           |                                                                                           |                                                                                           |                                                                         |                                                                         |                                                                         |                                                                         |                                                                         |
| 荷蘭聯合王國 （1815年–1830年）                                                            | 荷蘭聯合王國 （1815年–1830年）                                                            | 荷蘭聯合王國 （1815年–1830年）                                                            | 荷蘭聯合王國 （1815年–1830年）                                                            | 荷蘭聯合王國 （1815年–1830年）                                          | 荷蘭聯合王國 （1815年–1830年）                                          | 荷蘭聯合王國 （1815年–1830年）                                          | 荷蘭聯合王國 （1815年–1830年）                                          | 卢森堡 大公国 (1815年–)                                                 |
| 荷兰王国 （1839年–今）                                                                    | 荷兰王国 （1839年–今）                                                                    | 荷兰王国 （1839年–今）                                                                    | 荷兰王国 （1839年–今）                                                                    | 比利时王国 （1830年–今）                                                | 比利时王国 （1830年–今）                                                | 比利时王国 （1830年–今）                                                | 比利时王国 （1830年–今）                                                | 卢森堡 大公国 (1815年–)                                                 |
|                                                                                           |                                                                                           |                                                                                           |                                                                                           |                                                                         |                                                                         |                                                                         |                                                                         | 卢森堡 大公国 （1890年–今） （完全独立）                                |

聯合尼德蘭主權公國（荷蘭語：Souvereine Vorstendom der Verëenigde Nederlanden），是一個在1813至1815年間存在的親王國。該政權是打敗拿破崙的領袖們重劃歐洲勢力範圍時產生的過渡政權。1815年，隨著列強舉行維也納會議確立歐洲政治版圖，聯合尼德蘭主權公國與南尼德蘭合併為新的荷蘭聯合王國。

## 立國

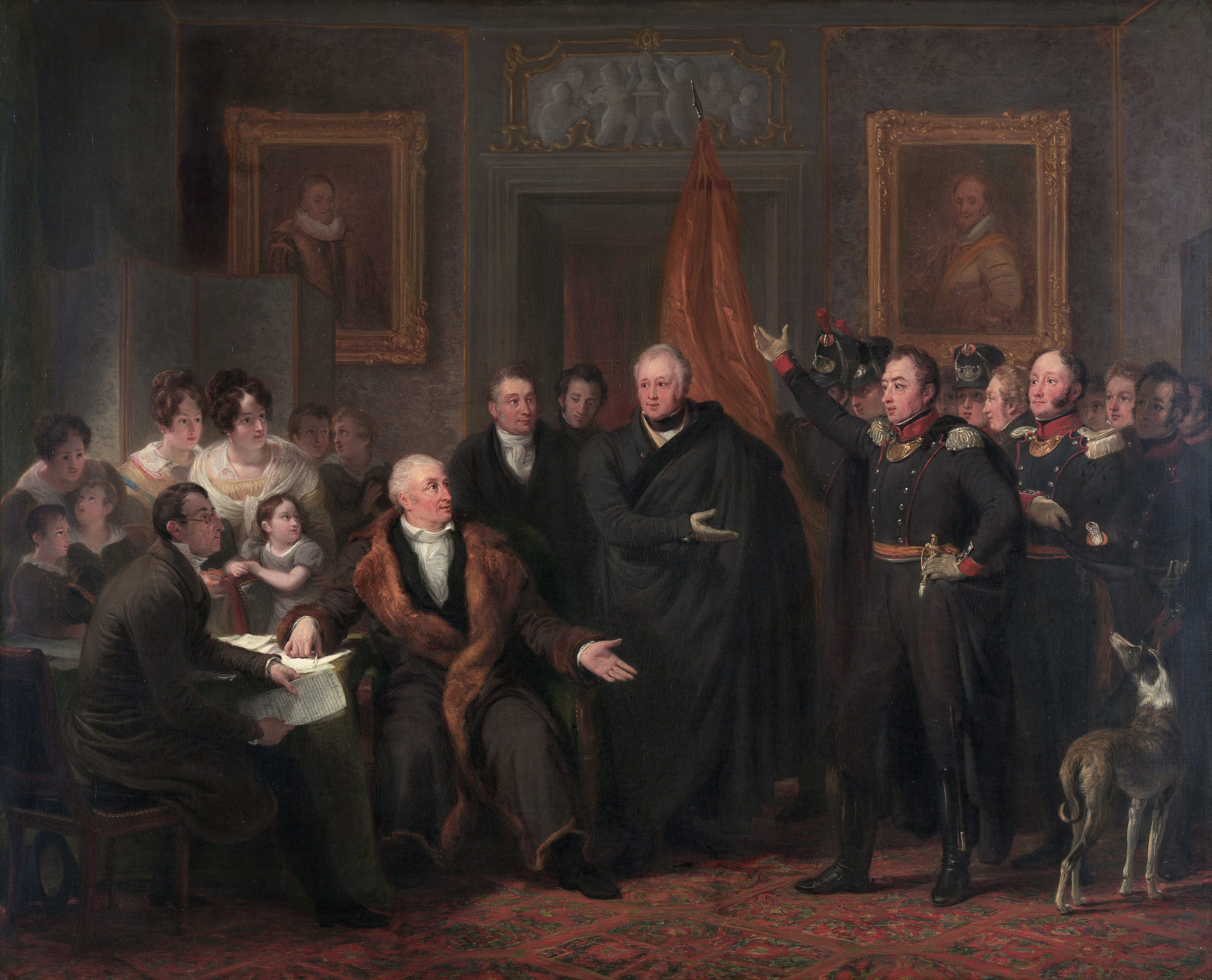
1813年11月21日，三人委員會接掌權力

1813年，普魯士及俄國的軍隊開進尼德蘭驅逐法軍，當地人成立了臨時政府接掌政權。該臨時政府由三名尼德蘭貴族領導，包括弗蘭斯·亞當·范德杜恩·范馬斯唐姆、利奧波德·卡雷爾及海斯貝特·卡雷爾·范荷登杜普。該「三頭同盟」（荷蘭語：Driemanschap）在1813年11月20日正式接掌荷蘭的統治權，並於次日宣佈成立聯合尼德蘭主權公國。
當時人們大多假定荷蘭共和國最後一任省督威廉五世的兒子威廉·弗雷德里克應當領導新政權。臨時政府許多成員曾為威廉五世效力，他們認為由荷蘭人民自行邀請威廉·弗雷德里克回國比直接由反法同盟國任命他更好。不久，威廉·弗雷德里克就收到三位執政的邀請，並從英國返回荷蘭。1813年11月30日，他乘搭戰士號戰艦於斯赫弗寧恩港口登陸，並於兩天後獲承認為親王國的元首。他採用了「聯合尼德蘭親王」的頭銜。

## 通過憲法
公國成立後，海斯貝特·卡雷爾·范荷登杜普召開了一個委員會，制訂新憲法。1814年3月29日，一個共600人的「名人議會」在阿姆斯特丹開會，以474票贊成、26票（主要是天主教徒）反對，通過新憲法。這部憲法在此後的一年多生效。它確立了一個中央集權的君主制，讓親王擁有較多權力，但仍然保留了一些民主元素。憲法也規定了議會採一院制，由55名經各省份議會選舉的議員組成。至於各省份的議會成員亦同城市、鄉鎮及貴族之間選舉產生。公國議會有提案權，也有決定是否通過法案的權力，但親王本人亦有對多項事務頒發法令的權力，使議會的權力受到相當大的限制。省或城鎮級議會的權力比起荷蘭共和國時代亦有相當的減縮。另一方面，一些自法治時期引入的基本權利在新憲法中獲得保留，例如宗教自由，以及為民事和刑事法律訴訟預留的詮釋空間。威廉·弗雷德里克於憲法獲通過後的第二天（1814年3月30日）在阿姆斯特丹的新教堂正式宣誓就任親王。

## 比荷一統

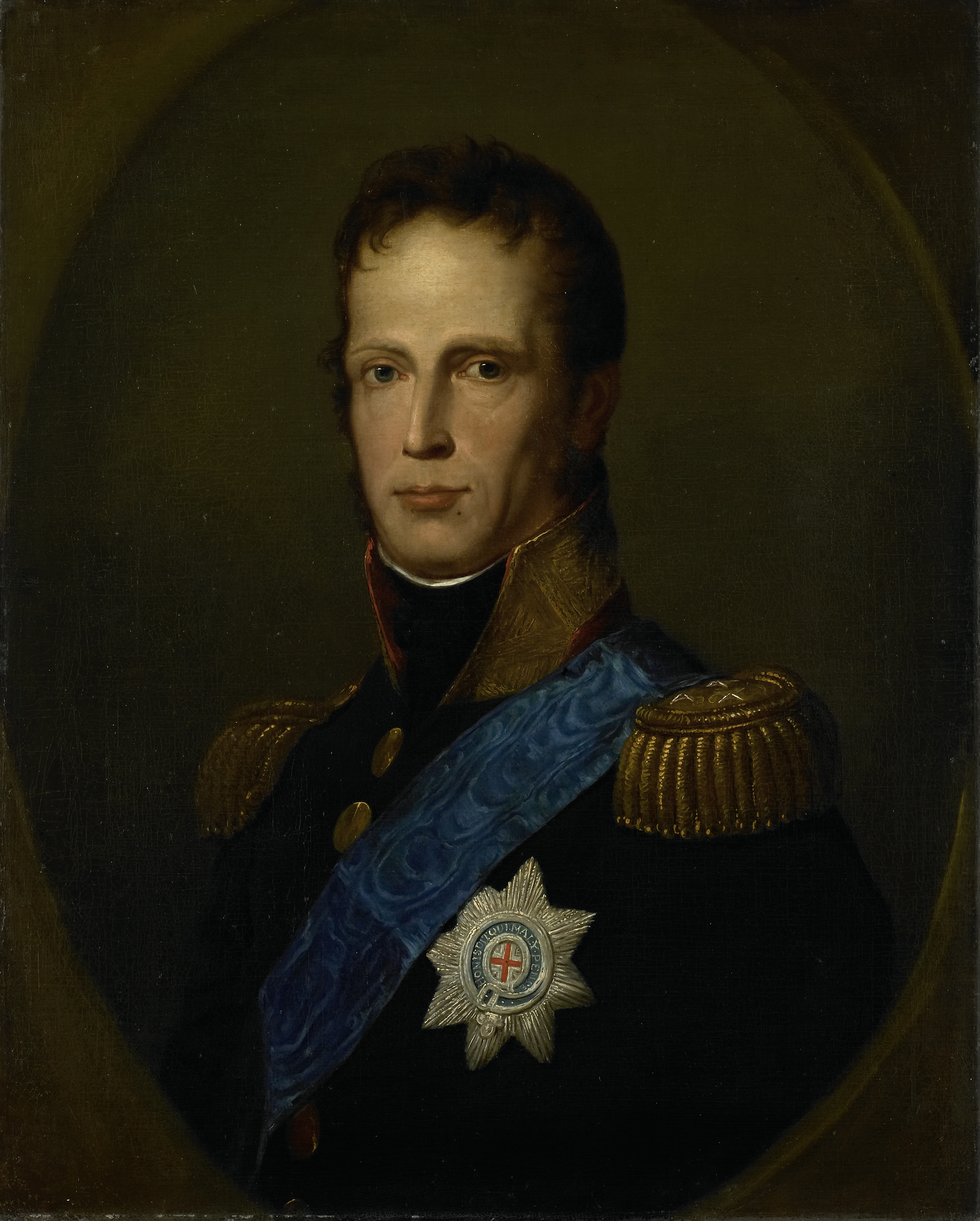
聯合尼德蘭親王威廉·弗雷德里克

反法同盟國在奧屬尼德蘭（1794年被法國佔領、次年正式併入法國）的軍事行動同樣迅速，如何處置這塊土地成了列強間需要思考的問題。在布魯塞爾的三十個最顯赫家族表示希望重新由奧地利指派總督管理該地，而列強亦於1814年2月用這個辦法成立了一個軍政府。然而奧地利帝國本身對恢復統治此地興趣不大。因此列強在秘密進行與休蒙條約有關的磋商時，加入將此地併入荷蘭的計劃。1814年5月30日簽訂的巴黎條約列明默茲河左岸的土地將劃歸荷蘭（至於位於默茲河右岸土地的去向，則留待及後的會議解決）。
該安排的具體實施情況並未即時決定。休蒙會議進行期間，比利時民眾曾提出一些訴求，列強認為這些訴求在一定程度上也是需要滿足的。最終的方案在1814年6月21日簽訂的《八點倫敦協定書》中出現：威廉·弗雷德里克將會獲得奧屬尼德蘭的管治權。由此，他於1814年8月1日成為比利時總督，使南北尼德蘭組成了共主邦聯。經過三個世紀，奧蘭治王朝取得了低地國的全部控制權。
此後，威廉·弗雷德里克嘗試使（由他小心挑選的）比利時人民代表接受新的荷蘭憲法，但當地的天主教徒認為荷蘭人意圖打擊比利時的天主教會勢力而提出異議。這件事未有阻止比、荷兩地被合併為一個國家：1815年3月16日，威廉·弗雷德里克在比利時的布魯塞爾加冕，成為荷蘭聯合王國的君主威廉一世。